# حمل (حوسبة)
وفقا لنظام الحوسبة في أنظمة يونكس، يعرف حِمْل النظام على أنه قياس لكمية الشغل التي يقوم بها نظام الحاسب.متوسط حمل النظام هو المتوسط خلال فترة زمنية معينة. تعطى ببساطة في صورة ثلاثة أرقام تمثل حمل النظام في غضون فترات الدقيقة أو الخمس دقائق أو الخمسة عشر دقيقة.

## نظام حساب الحِمل في أنظمة يونكس
كل أنظمة يونكس والأنظمة الشبيهة بيونكس تعطي قياس متري لثلاثة أرقام «متوسط الحمل» في الكيرنل.يمكن الاستعلام عن هذه الأرقام في صدفة يونكس بتنفيذ أمرالuptime:
$ uptime
```
09:53:15 up 119 days, 19:08, 10 users, load average: 3.73 7.98 0.50
```